# Димитър Митрушев
 Димитър Кръстев (Ставров) Митрушев  е български офицер, капитан.

## Биография
Димитър Кръстев Митрушев е роден в 1890 година в костурското село Смърдеш, тогава в Османската империя, днес в Гърция. Братовчед е на Васил Чекаларов. Куриер е на ВМОРО. Постъпва във Военното училище в София по препоръка на Борис Сарафов.
Участва в Първата световна война като поручик, командир на първа картечна рота на Шестдесет и четвърти пехотен полк. Загива на 23 октомври 1915 година при кървавото сражение при Криволак. За бойни отличия през войната посмъртно е награден с военен орден „За храброст“, IV степен.
Погребан е в двора на църквата „Успение Богородично“ в Ново село, Щипско заедно с останалите загинали войници. В 2010 година гробището е разкопано и тленните останки на войниците са унищожени.